# MAN Bus (Польща)
MAN Bus Sp. z o.o. — польська компанія, що належить концерну MAN і спеціалізується на виробництві міських автобусів. Має завод із виробництва сталевих каркасів автобусів, автобусних шасі та комплектуючих до них у Стараховицях. Раніше цей завод випускав також вантажівки. У 2003—2009 роках компанія називалася MAN STAR Trucks & Buses Sp. z o.o., а раніше Star Trucks Sp. z o.o.

## Історія
Нинішня компанія MAN Bus була заснована в 1999 році як Star Trucks Sp. z o.o. у Стараховицях (статут ухвалено 24 вересня цього року). Підприємство створено на базі основної частини виробничих потужностей колишнього автозаводу, який виробляв вантажівки, приватизованої, а потім викупленої 17 грудня 1999 р. у Zasada Group німецьким концерном MAN. У 2003 році назву компанії було змінено на MAN STAR Trucks & Buses Sp. z o.o. у Стараховицях (спочатку до 2004 року у формі MAN STAR Trucks & Busses).
Рішення про будівництво автобусного заводу в Садах поблизу Познані було ухвалено в 1996 році. Через два роки, 7 квітня 1998 року, завод офіційно відкрився. Перед запуском виробництва в Садах — в орендованому цеху А. Х. Цегельського. Таким чином компанія обійшла митні обмеження. На початку вантажівки MAN складали і в Садах. 21 січня 1999 року побудовано 100-й автобус. У 2000 році, після утворення групи Neoman, що включає автобусну частину MAN AG і Neoplan, ухвалиено рішення про створення центру з виробництва кузовів міських автобусів цієї групи в Польщі. З цією метою у квітні 2002 року завод у Садах відокремили від комерційної частини, створивши компанію MAN Bus Polska Sp. z o.o. 31 липня 2003 року MAN Bus Polska об'єднано шляхом поглинання з компанією MAN STAR Trucks & Buses, і Сади стали місцезнаходженням об'єднаної компанії. У цьому ж році на філії в Стараховицях було розпочато виробництво кузовних рам і комплектуючих до автобусів. Вона також виробляє каркаси автобусів для заводу Neoman у Зальцгіттері та кабельні джгути для інших заводів групи Neoman та MAN Nutzfahrzeuge A.G.. У серпні 2003 року було виготовлено і передано замовнику 1000-й автобус. У 2004 році обидва заводи компанії отримали сертифікати ISO 9001-2000. У 2006 році на заводі в Садах виготовлено перший міський автобус із двигуном на СПГ.
З 2003 року MAN STAR Trucks & Buses є найбільшим виробником та експортером автобусів у Польщі. Виробляє лише міські автобуси.
У 2016 році завод у Садах закрито, а в 2017 році місцезнаходження компанії перенесено до Стараховиць та створено філію в Познані.
З 2019 року на колишньому заводі в Садах відбувається залишкове складання автобусів.